# Krobia guianensis
Krobia guianensis is een straalvinnige vissensoort uit de familie van de cichliden (Cichlidae). De wetenschappelijke naam van de soort is voor het eerst geldig gepubliceerd in 1905 door Regan.
Deze zoetwatervis komt voor in de rivieren van het Guianaschild vanaf de Demerara in Guyana en de Corantijn van Suriname tot het stroomgebied van de Araguari in Amapá Brazilië. De lengte kan een waarde van 12,8 cm bereiken. Het wijfje kan zo'n 500 eitjes leggen.
In Suriname worden veel soorten Cichiliden met de naam Krobia aangeduid, niet alleen maar de soorten van het genus van die naam. De vis wordt er onder andere in het Brokopondostuwmeer aangetroffen.
De vis wordt wel in de aquariumhandel aangeboden. De soort is niet al te groot, heeft een mooie tekening met een deels onderbroken donkere horizontale band en het is een rustige vis die niet al te veel eisen stelt.